# Římskokatolická farnost Hrušovany u Chomutova
Římskokatolická farnost Hrušovany u Chomutova (lat. Hruschovana) je zaniklá církevní správní jednotka sdružující římské katolíky v Hrušovanech a okolí. Organizačně spadala do krušnohorského vikariátu, který je jedním z deseti vikariátů litoměřické diecéze.

## Historie farnosti
Již před rokem 1356 farnost existovala. Matriky jsou v místě vedeny od roku 1724. Území farnosti mělo duchovní správu do roku 1806 z farnosti Stranná. Farnost byla kanonicky znovu zřízena roku 1806.
Farnost existovala do 31. prosince 2012 jako součást chomutovského farního obvodu. Od 1. ledna 2013 zanikla sloučením do farnosti Údlice-Přečaply, která však zanikla od 3. ledna 2013 sloučením s farností-děkanství Chomutov.

### Duchovní správcové vedoucí farnost
Začátek působnosti jmenovaného v duchovní správě farnosti od:
- 1797   cap. exp. Benedict. Venussi O. Cist., n. 2. 2. 1751 Klostergrab, o. 1779, † 13. 1. 1823
- 1798   cap. exp. Norbert. Hamann O. Cist.
- 1802   cap. exp. Ign. Roehn O. Cist., † 5. 11. 1811
- 1806   cap. exp. Sigis. Kreibich O. Cist., † 25. 3. 1819
- 1806   par. vacat
- 9. 10. 1806   proto-par. (prvo-farář) Franc. Habermann, † 17. 2. 1814
- 1814   Car. Richter, n. 31. 7. 1787 Kommotau, o. 8. 2. 1809
- 1832   Jos. Langer, n. 13. 2. 1800 Placens., o. 27. 8. 1825, † 30. 7. 1861
- 1842   Hieron. Payer, n. 7. 3. 1788 Kriegern, o. 11. 8. 1811, † 26. 11. 1847
- 1848   Christ. Sachs, n. 1. 1. 1802 Plattens., o. 4. 9. 1826, † 10. 3. 1885
- 1877   par. vacat, admin. int. Ludov. Bendl
- 1878   Ludovic. Bendl, n. 19. 11. 1838 Einsiedel, n. 30. 6. 1864, † 28. 11. 1894
- 1894   par. vacat, admin. exc. Franc. Schidlitzky
- 1895   Max. Ostermann, n. 30. 1. 1864 Wegstädtl, o. 27. 5. 1888, † 18. 3. 1896
- 1896   Josef Hille, n. 2. 3. 1849 Schönav., o. 21. 7. 1872, † 31. 5. 1909
- 1907   Math. Butzküven, n. 8. 2. 1870 Berrendorf, o. 14. 7. 1901, † 8. 6. 1950
- 1910   Rich. Wewerka, n. 17. 4. 1864 Schönberg, o. 16. 5. 1889, † 12. 1. 1929
- 1930   Ferd. Weber,  n. 25. 12. 1869 D. Kralupp, o. 2. 7. 1893, † 24. 12. 1944
- 1941 par. vacat, admin. exc. Jos. Kleissl
- 27. 9. 1945 Petr Holakovský O. Praem.
- 1. 10. 1948  Oldřich Reginald Mokrý O. Praem.
- 1. 4.  1949  Jan Václav Czernin (Joann. Wencesl. comes Czernin) O. Praem.
- 5. 4.  1955   Vojtěch Noll
- 15. 5. 1957 Rudolf Hevera
- 1. 8.  1957   Antonín Grus
- 9. 12. 1958  Jan Galbavý
- 1. 10. 1963   Ignác Stodůlka
- 1. 3.  1964    Milan Bezděk
- 1. 3.  1967    Antonín Audy
- 1. 2.  1969    Jan Hroznata Svatek O. Praem.
- 1. 5.  1969    Jaroslav Ludolph.  Stavinoha O. Praem.
- 1. 1.  1975    Jaroslav Saller CSsR
- 1. 2.  1997    Jan Kozár, admin. exc. z Chomutova
- 1. 2.  2004 – 31. 12. 2012 Alois Heger, admin. exc. z Chomutova[3]

Kromě kněží stojících v čele farnosti, působili ve farnosti v průběhu její historie i jiní kněží. Většinou pracovali jako farní vikáři, kaplani, katecheté, výpomocní duchovní aj.

## Území farnosti
Do farnosti náleželo území obcí:
- Denětice (Tenetitz)[p 2]
- Hrušovany (Hruschowan)[p 2]

## Římskokatolické sakrální stavby a místa kultu na území farnosti
| | Stavba                 | Místo          | Bohoslužby     | Zeměpisné souřadnice             | Status               | Wikidata       |                |
| Zaniklý kostel | Zaniklý kostel         | Zaniklý kostel | Zaniklý kostel | Zaniklý kostel                   | Zaniklý kostel       | Zaniklý kostel | Zaniklý kostel |
| --- | ---------------------- | -------------- | -------------- | -------------------------------- | -------------------- | -------------- | -------------- |
| 1. | Kostel sv. Bartoloměje | Hrušovany      | nelze sloužit  | 50°23′12″ s. š., 13°29′52″ v. d. | zbořený farní kostel | (Q25933197)    |                |
| Některé drobné sakrální stavby a pamětihodnosti lze dohledat zde v databázi Drobné sakrální památky Zaniklé sakrální stavby lze dohledat zde v databázi Poškozené a zničené kostely, kaple a synagogy v České republice |                        |                |                |                                  |                      |                |                |

Ve farnosti se mohou nacházet i další drobné sakrální stavby, místa římskokatolického kultu a pamětihodnosti, které neobsahuje tato tabulka.